# Urtinotherium
Urtinotherium es un género extinto de mamífero hiracodóntido. Era un animal de gran tamaño que estaba emparentado de cerca con el mejor conocido Paraceratherium, y debe su nombre de género a la formación Urtyn Obo en Mongolia Interior, al norte de China en cuyas rocas que datan de finales del período Eoceno fueron descubiertos sus restos fósiles por primera vez.

## Descripción
Urtinotherium fue un representante de gran tamaño de la subfamilia Indricotheriinae y casi alcanzaba las proporciones de Paraceratherium. Es conocido de varios hallazgos en Asia central y oriental, aunque no se conocen esqueletos completos. El fósil holotipo (número de catálogo IVPP V.2769) incluye una mandíbula inferior completa. Esta medía unos 72 centímetros de longitud, teniendo por tanto una longitud levemente más corta que la de Paraceratherium, en cuyos mayores especímenes llegaba a medir 83 centímetros. La mandíbula tenía forma de cuña, con ramos muy alargados y de escasa altura. La sínfisis era sólida y se extendía hasta el comienzo de los segundos premolares. Su dentición era completa, teniendo en el frente tres dientes incisivos y un canino. Los dos primeros incisivos se dirigían hacia adelante con una longitud de la corona de 4.9 centímetros, con una forma de dagas. Los otros incisivos y el canino eran por su parte mucho más pequeños. Entre cada diente había un pequeño espacio similar al de sus parientes filogenéticamente más primitivos como Juxia. La dentadura posterior, que estaba separada de los dientes frontales por un pequeño diastema, consistía de cuatro premolares y tres molares. Estos eran parecidos en estructura a los de Paraceratherium con premolares pequeños y molares grandes. Estos últimos eran de corona baja (braquiodontes) y tenían pocos pliegues de esmalte.

## Distribución
Los restos de Urtinotherium se han encontrado principalmente en el este y centro de Asia, consistiendo mayormente de fragmentos de mandíbula y dientes aislados. La mandíbula holotipo se encontró a principios de la década de 1960 en la Formación Urtyn-Obo de Mongolia Interior, que data de fines del Eoceno. Hallazgos adicionales provienen de la provincia de Yunnan en China y de los depósitos del Eoceno Superior de Khoer-Dzam en Mongolia. Adicionalmente se han hecho hallazgos en Aksyir Svita en la cuenca Saissansee en el este de Kazajistán y también tiene una edad del Eoceno superior. El área de distribución más al occidente alcanzada por Urtinotherium probablemente se situaría en el sureste de Europa, en la Formación Mera del Oligoceno inferior en Fildu de Sus, en la región de Salaj en Rumania.

## Clasificación
Urtinotherium pertenece a la subfamilia Indricotheriinae y a la familia Hyracodontidae. Estos a su vez forman parte de la superfamilia Rhinocerotoidea y por tanto representan parientes cercanos de los rinocerontes modernos. Los Hyracodontidae se distinguen por la formación de grandes incisivos afilados en pares en sus mandíbulas, mientras que los Rhinocerotidae solo cuentan con un par en la mandíbula inferior.
Este género representa una forma primitiva de indricoterino que se desarrolló a fines del Eoceno. Probablemente desciende de Juxia que vivió durante el Eoceno medio en el norte de China, con el que comparte el tener un juego completo de dientes en sus mandíbulas. Se diferencia por su mayor tamaño corporal y la mayor especialización de los incisivos en Urtinotherium. Urtinotherium y el más tardío Paraceratherium forman la última parte del linaje de mayores rinocerotoides conocidos. En su especialización destaca que comparado con Urtinotherium, se redujo significativamente la dentadura con solo un par de incisivos en la mandíbula inferior.
La primera descripción de Urtinotherium fue publicada en 1963 por of Chow Minchen y Chiu Chan-siang basándose en una mandíbula de la formación Urtyn-Obo. La especie tipo reconocida es Urtinotherium incisivum. El nombre del género combina el nombre de la formación con la palabra griega θηρίον (therion) que significa "bestia". El nombre de la especie se refiere a sus alargados incisivos.